# نيكي بيلي
نيكي بيلي (بالإنجليزية: Nicky Bailey)‏ (10 يونيو 1984 بلندن في المملكة المتحدة - ) هو لاعب كرة قدم بريطاني في مركز الوسط. شارك مع منتخب إنجلترا لكرة القدم C ‏. أما مع النوادي، فقد لعب مع تشارلتون أثلتيك ونادي بارنت ونادي ساوثيند يونايتد ونادي فولهام ونادي ميدلزبره ونادي ميلوول وساتون يونايتد.

## وصلات خارجية
- نيكي بيلي على موقع قاعدة بيانات كرة القدم.إي يو (الإنجليزية)
- نيكي بيلي على موقع Soccerbase.com (لاعب) (الإنجليزية)
- نيكي بيلي على موقع Soccerway.com (الإنجليزية)
- نيكي بيلي على موقع عالم كرة القدم.نت (الإنجليزية)